# Yo La Tengo
Yo La Tengo (1984, Hoboken, New Jersey) is een Amerikaanse indierockband.
De albums van Yo La Tengo zijn altijd gekenmerkt door lovende recensies gecombineerd met lage verkoopcijfers. Toch is de aanhang van de band langdurig en gestaag groeiend en speelt de band voor uitverkochte zalen.
De band wordt muzikaal weleens vergeleken met Sonic Youth maar evengoed met The Velvet Underground, wellicht ook doordat ze deze band speelde in de film I Shot Andy Warhol (1996). Ook werkte de band samen met Yoko Ono: voor het benefietalbum Wig in a Box - Songs from & Inspired by Hedwig and the Angry Inch namen ze samen het nummer Hedwig's Lament/Exquisite Corpse op. De band werkte verder samen met onder meer Jad Fair van Half Japanese en Daniel Johnston.
De muziek van Yo la Tengo loopt uiteen van 'verzengend hard' tot heel rustig en ingetogen, in uiteenlopende muzikale stijlen.

## Bezetting
De kern van de band is het echtpaar Ira Kaplan (zang/gitaar) en Georgia Hubley (zang/drums). Gitarist Dave Schramm en bassist Mike Lewis deden mee op de eerste plaat, Ride The Tiger, maar verlieten de band daarna. Stephen Wichnewski werd aangetrokken als nieuwe bassist. In 1992 zou hij vervangen worden door James McNew.
Tijdens concerten wisselen de leden regelmatig van rol (zang, drums, toetsen).

## Naam
De naam is Spaans voor "Ik heb haar!" Er gaat een honkbalanekdote waarbij New York Mets-speler Richie Ashburn steeds botste met de Venezolaanse medespeler Elio Chacón omdat de laatste Ashburns kreet "I got it!" niet kon verstaan. Als oplossing besloot Ashburn voortaan de Spaanse kreet "Yo la tengo!" te gebruiken. Tot zijn opluchting zag hij Chacón blijven staan, tot hij botste met Frank Thomas Sr., die geen Spaans verstond.

## Discografie
- Ride The Tiger (1986)
- New Wave Hot Dogs (1987)
- President Yo La Tengo (1989)
- Fakebook (1990)
- May I Sing With Me (1992)
- Painful (1993)
- Elect-O-Pura (1995)
- Genius + Love = Yo La Tengo (2 cd's, outtake-compilatie met o.a. gastzangers Jad Fair en Daniel Johnston (1996)
- I Can Hear The Heart Beating As One (1997)
- And Then Nothing Turned Itself Inside-Out (2000)
- The Sounds Of The Sounds Of Science (2002)
- Summer Sun (2003)
- Prisoners of Love: A Smattering of Scintillating Senescent Songs: 1985-2003 (2005)
- I Am Not Afraid of You and I Will Beat Your Ass (2006)
- Popular Songs (2009)
- Fade (2013)
- Extra Painful (2014)
- Stuff Like That There (2015)
- There's a Riot Going On (2018)
- We Have Amnesia Sometimes (2020)
- This Stupid World (2023)

Met Jad Fair:
- Strange But True (1998)

Yo La Tengo verzorgde ook de soundtrack voor de ophefmakende film Shortbus die werd vertoond in Cannes in 2006, alsmede de muziek voor de film Simple Men van Hal Hartley. Hun nummer My Little Corner of the World stond op de in 2002 verschenen soundtrack van de tv-serie Gilmore Girls, en vormde ook de basis voor de titel van die soundtrack, die de naam Our Little Corner of the World kreeg.